# Ilja Awtonomowitsch Bereschnoi
Ilja Awtonomowitsch Bereschnoi (auch Bereschnych) (russisch Илья Автономович Бережной; * vermutlich 1799; † 23. Januarjul. / 4. Februar 1839greg.) war ein russischer Steuermann und Polarforscher.

## Leben
Bereschnoi entstammte der Familie eines Offiziers und besuchte ab 1810 die Kronstädter Steuermannsschule, die er 1818 als Steuermann-Assistent ohne Rangklasseneinstufung abschloss.
Bereschnoi gehörte 1820–1824 zur Expedition Ferdinand von Wrangels, die die Nordostküste Sibiriens erforschte. Bereschnoi war an der Untersuchung der Ljachow-Inseln, der Insel Neusibirien, der Kotelny-Insel und der Faddejewski-Halbinsel beteiligt. Im März 1821 untersuchte er selbständig die Südseite und die Ostseite der Kotelny-Insel. Im April 1821 schloss er sich dem Trupp Pjotr Anjous an. Sie erreichten das Nordkap Neusibiriens und wandten sich dann nach Nordosten. Als sie keine neuen Inseln entdeckten, kehrten sie ans Festland zurück und erkundeten von Juni bis August 1822 die Küste von Ust-Jansk bis zum Dorf Russki an der Indigirka. Im Herbst 1822 folgte die Erkundung der Ufer der Indigirka und der Ljachow-Inseln, wobei sie ein Kap nach Bereschnoi benannten (heutzutage gibt es ein Kap Bereschnych auf der Faddejewski-Halbinsel). 1823 kartierte er die Semjonowski- und die Wassiljewski-Insel, die im 20. Jahrhundert aufgrund von Thermoabrasion verschwanden. Am Ende der Expedition wurde Bereschnoi zum Steuermann der XIV. Rangklasse befördert mit Erhöhung seines Dienstalters um 3 Jahre.
Bereschnoi leitete 1825–1827 einen Trupp der Hydrographischen Expedition im nordeuropäischen Russland. Mit seinem Trupp, zu dem anfangs auch der Steuermann-Assistent Pjotr Pachtussow gehörte, erkundete er die Küsten des Barentssee von der Petschora bis zum Kap Kanin, wobei er erstmals die ganze Insel Dolgi erkundete. Er ging an Land zu den Samojeden und kehrte an die Petschora zurück. In das 1827 gegründete Flottensteuermann-Korps wurde er als Podporutschik aufgenommen.
1828 legte Bereschnoi einen Plan zur Erforschung der kaum bekannten Ostküste Nowaja Semljas vor. Dazu sollten unter anderem 300 Rentiere erworben werden. Die zuständige Behörde gab schließlich einem konkurrierenden Plan Pachtussows den Vorzug. Verwirklicht wurde aber auch dieser nicht.
Von 1828 bis 1831 führte Bereschnoi eine Fahrt aus Kronstadt ins Mittelmeer durch, um hydrographische Arbeiten vor der Küste Griechenlands durchzuführen. Er nahm am Russisch-Türkischen Krieg (1828–1829) teil. Anschließend wurde er zum Porutschik befördert. Es folgten jährliche Fahrten in die Ostsee.